# Борисов, Михаил Борисович
Михаи́л Бори́сович Бори́сов (настоящая фамилия Фишман-Борисов; 8 февраля 1949, Москва — 19 сентября 2020, там же) — советский и российский режиссёр, телеведущий, актёр, театральный педагог. Игрок КВН. Заслуженный деятель искусств Российской Федерации (2000), профессор, кандидат психологических наук, заведующий кафедрой режиссуры Театрального института им. Б. Щукина, заведующий кафедрой эстрадного искусства Российского института театрального искусства, режиссёр-постановщик спектаклей и оперетт, с 1994 года и до своей смерти являлся бессменным ведущим и художественным руководителем еженедельной всероссийской государственной телевизионной игры лотереи «Русское лото».

## Биография
Родился 8 февраля 1949 года в Москве в еврейской семье: отец — московский фотокорреспондент Борис Яковлевич Фишман (Борисов), мать — Анна Израилевна Цунц. Имел старших брата Эдуарда (1940—1995) и сестру Нину (род. 1937).
С 11 лет был артистом в Детской редакции ЦСТ и снимался в телеспектаклях.
В 1972 году окончил факультет разработки рудных и нерудных месторождений по специальности «технология разработки подземных угольных месторождений» Московского государственного горного университета (сейчас — Горный институт НИТУ «МИСиС»). Играл в телевизионной версии КВН в команде университета.
В 1983 году окончил ВТУ имени Б. В. Щукина (курс Е. Р. Симонова) по специальности «режиссёр драмы».
В 1983—1987 гг. — режиссёр, затем главный режиссёр Томского драматического театра.
С 1987 года и до последних дней занимался педагогической, профессиональной режиссёрской и прикладной деятельностью.
В 1989 году окончил ассистентуру ВТУ имени Б. В. Щукина.
В 1987—1989 гг. — режиссёр московского театра при СТД «Наш театр».
В 1989—1991 гг. — главный режиссёр московского драматического театра «Глобус».
Художественный руководитель пяти режиссёрских курсов и одного актёрского курса Театрального института им. Бориса Щукина, а также художественный руководитель двух актёрских курсов ГИТИСа.
Его учениками были Андрей Соколов, Екатерина Гусева, Александр Семчев, Александр Олешко, Антон Макарский, Мария Порошина, Светлана Ходченкова и др.
В разные годы ставил спектакли в Театре сатиры в Москве, Московском театре оперетты, драматическом театре им. Ермоловой и «Табакерке», а также играл роли в спектаклях (Микеле в спектакле Вечер комедии в театре Ермоловой, а после смерти Вячеслава Молокова, взял его роль Артуро там же).
В 1994—2020 гг. являлся бессменным ведущим и художественным руководителем еженедельной программы «Русское лото» (ныне «Счастливое утро», сейчас «У нас выигрывают!») (телеканал «Россия», ТВ-6, «Спорт» и НТВ).
В 2004 году вёл телепроекты «Умный нашёлся» («ТВ Центр») и «Олимпийский огонь» («Спорт»).
Отец двоих детей: Марии и Вениамина. Двое внуков от дочери Марии: Михаил и Анна.

### Болезнь и смерть
Последний тираж (1353) "Русского лото" с участием Михаила Борисовича вышел в эфир 13 Сентября 2020 года. Символично, что первыми 2 бочонками вытащенными из мешка были 49 и 72. Борисов родился в 1949, и в Феврале 2021 года ему бы исполнилось 72 года. Перед последним ходом певица Альбина Джанабаева, гость того розыгрыша, спросила "Вообще последний?". Последними его словами сказанными в эфире была реплика "Птицы улетят! Птицы вернуться! Жизнь бесконечна!".
Вечером 19 сентября 2020 года Михаила Борисова госпитализировали в Москве. Актёр почувствовал себя плохо до съёмок очередного выпуска программы «У нас выигрывают!».
Врачи диагностировали у Борисова коронавирус, он был подключён к аппарату искусственной вентиляции лёгких. Позднее врачи ввели его в медикаментозную кому, после которой Борисов пережил клиническую смерть. По данным СМИ, его состояние резко ухудшилось при попытке перевезти его в другую больницу, что и стало причиной летального исхода. На сайте журнала Starhit появилось сообщение о том, что сестра ведущего опровергла смерть Михаила Борисова, которое, как потом выяснилось, не соответствовало истине. Позже этот материал сняли со страницы.

Могила на Востряковском кладбище

Михаил Борисов скончался в субботу, 19 сентября 2020 года в Москве на 72-м году жизни. Утром 20 сентября смерть артиста подтвердили в Театральном институте имени Бориса Щукина. Прощание прошло 23 сентября 2020 года на Большой сцене Театрального института имени Бориса Щукина, где Михаил Борисов долгое время руководил кафедрой режиссуры. Похоронен на Востряковском кладбище (центральная территория, 21 участок).

## Память
После кончины Михаила Борисова в декабре 2020 года был создан YouTube-канал «Борисов и его Борисовцы», на котором публикуются архивные видеозаписи тиражей «Русского лото», выездных тиражей, а также и архивные видео с Михаилом Борисовым и записи различных телевизионных передач с его участием.

## Фильмография
- 2007 — «Сваха» — Глеб Павлович
- 2008 — «Ермоловы» — Григорий Корочкин, депутат
- 2008 — «Закон и порядок: Преступный умысел» (3-й сезон, 5-й фильм: «Хаос») — Эдуард Михайлович Гуревич, архитектор
- 2008 — «Обручальное кольцо» — Леонид Андреевич Степанов
- 2009 — «Артефакт» — капитан Егоров, капитан-инспектор
- 2009 — «Огни большого города» — Тьерри Анри, фотограф из Франции
- 2009 — «Подарок судьбы» — хозяин «Элит-Хаус Мебель»
- 2010 — «Алиби» на двоих — Леонид Михайлович Берлизев, хозяин кондитерской
- 2010 — «Вы заказывали убийство» — Эдуард Алексеевич, главный редактор
- 2011 — Срочно в номер (3-й сезон, 4-й фильм: «Новогодний маскарад») — Афанасий Трофимкин
- 2011 — Товарищ Сталин — Лапин
- 2012 — Право на правду — Лев Борисович Романецкий, бизнесмен
- 2013 — Операция «Кукловод» — Михаил Борисович Краснов, губернатор Сковской области
- 2015 — Отдел — Дамир Амиров, директор хладокомбината
- 2018 — Журавль в небе — врач-журавль

## Театр

### Избранные режиссёрские работы
- «Лиса и виноград (Эзоп)» Гильерме Фигейредо
- "Шесть персонажей в поисках автора" Л. Пиранделло
- «За закрытыми дверями» Жана-Поля Сартра
- «Только правда» Жана-Поля Сартра
- «Эшелон» Михаила Рощина
- «Свадьба Кречинского» Александра Сухово-Кобылина
- «Ночная исповедь» Алексея Арбузова
- «Ферма животных» Джорджа Оруэлла
- «Случайная смерть анархиста» Дарио Фо
- «Дон Кихот» Михаила Булгакова
- «Каинова печать» Леонида Андреева
- «Парижская жизнь» Жака Оффенбаха
- «Аршин мал алан» Узеира Гаджибекова
- «Доходное место» Александра Островского
- «Дон Хиль — зелёные штаны» Тирсо де Молины
- «Беда от нежного сердца» Владимира Соллогуба
- «Чудак-покойник» Петра Каратыгина

### Избранные актёрские работы

#### Театр имени Ермоловой
- 1997 — Вечер комедии (4-я комедия «Риск», Эдуардо Де Филиппо) — Микеле, Артуро (после смерти Вячеслава Молокова)

## Награды и звания
- Орден Дружбы (6 декабря 2019 года) — за большой вклад в развитие отечественной культуры и искусства, многолетнюю плодотворную деятельность[2]
- Медаль ордена «За заслуги перед Отечеством» II степени (19 марта 2013 года) — за большие заслуги в развитии отечественной культуры и искусства, многолетнюю плодотворную деятельность[3]
- Почётное звание «Заслуженный деятель искусств Российской Федерации» (26 июля 2000 года) — за заслуги в области искусства[4]
- Премия Правительства Российской Федерации в области культуры (17 декабря 2010 года) — за открытый республиканский телевизионный молодёжный фестиваль эстрадного искусства «Созвездие-Йолдызлык»[22].